# Omer Dierickx
Omer Dierickx, né à Bruxelles le 2 avril 1862 et mort à Uccle le 24 septembre 1939, est un peintre belge.
Son champ pictural couvre les figures, les peintures murales, les portraits et les paysages. Il est, en 1892, l'un des membres fondateurs du cercle artistique Pour l'art.
Omer Dierickx contribue significativement à la décoration de plusieurs édifices publics en Belgique, tels le palais de la Bourse de Bruxelles, l'Hôtel de ville de Bruxelles, la Maison communale de Saint-Gilles, de même que les Arcades du Cinquantenaire.

## Biographie

### Famille et formation
Alphonse (dit Omer) Dierickx, né à Bruxelles le 2 avril 1862, est le fils de Joseph Dierickx, fabricant, natif de Putte, et de Catherine Louise Taminiau, native de Braine-le-Château. Son frère José Dierickx (1865-1959) est également artiste peintre. Omer Dierickx épouse à Koekelberg, le 29 décembre 1892, Marie Désirée Mahieu (1862-1924), native de Frameries, dont est issu un fils : Joseph Henri (1895). Ses témoins de mariage sont les sculpteurs Jules Lagae et Jef Lambeaux.
Il reçoit sa formation auprès du peintre Jean-François Portaels, dans son atelier et à l'Académie royale des beaux-arts de Bruxelles, où il étudie de 1878 à 1884, puis en 1887 et 1888. Il expose pour la première fois un portrait au Salon de Bruxelles de 1884 et réside alors avec son frère rue du Poinçon à Bruxelles, avant de s'établir durant quelques années à l'avenue de la Liberté Koekelberg,.

### Carrière
En 1892, il devient l'un des quinze membres fondateurs du cercle artistique Pour l'art. Initialement cercle symboliste, le collectif évolue en un groupe éclectique défendant en premier lieu l'indépendance des artistes. Omer Dierick expose régulièrement aux manifestations artistiques du cercle, de même qu'aux salons de L'Essor et aux expositions triennales belges, dont, en qualité de membre du comité des artistes belges, il plaide la réorganisation en 1894 et refuse personnellement toute médaille aux expositions.
Il se consacre également à sa carrière professorale, d'abord à l'Académie de Louvain, à partir de 1896, puis, de 1920 à 1933 à l'Académie des beaux-arts de Saint-Gilles, dont il est le directeur, puis le directeur honoraire de 1933 à sa mort.
Omer Dierickx est membre fondateur et secrétaire de la Société nationale de L'Art monumental, créée en 1920 par Jean Delville, et présidée par Jules Brunfaut, afin d'encourager en Belgique la grande peinture décorative, d'intéresser les pouvoirs publics à ses réalisations et d'organiser des expositions nationales et internationales,,,.
Omer Dierickx, veuf depuis 1924, meurt à son domicile chaussée de Saint-Job no 351 à Uccle, à l'âge de 77 ans le 24 septembre 1939.

## Œuvres
Nanti d'un sens aigu de la décoration, Omer Dierickx laisse plusieurs témoignages d'art mural, : 
- Palais de la Bourse de Bruxelles ;
- Hôtel de ville de Bruxelles : salle du Collège (1897) ;
- Maison communale de Saint-Gilles, salle de l'Europe ;
- Arcades du Cinquantenaire, galerie de l'hémicycle, six panneaux en mosaïques représentant la guerre (1927-1932) ;
- Musée royal de l'Afrique centrale à Tervuren, salle des oiseaux.

Omer Dierickx réalise de bons portraits, parmi lesquels :
- Jules Lagae (1888) ;
- Édouard Van Even (1903) ;
- Léon Vanderkelen (1907) ;
- Ernest Solvay (entre 1914 et 1918) ;
- Auguste Danse (1929).

Il est également l'auteur de l'effigie du roi Léopold II figurant sur les timbres-poste de 1900, de même que le dessin du billet de 1000 francs belges de 1901.

### Expositions
- Salon de Bruxelles de 1884 : L'Atelier de sculpture[12].
- Salon de Gand de 1886 : Portrait de Mme N* et Réunion d'amis[13].
- Salon de Bruxelles de 1887 : Portrait[4].
- Salon de L'Essor de 1888 : des sujets décoratifs et le Portrait de Jules Lagae[14].
- Salon de Gand de 1889 : Portrait de Marie et Porte de bibliothèque, fragment décoratif[15].
- Salon des XIII à Anvers en 1892 : Réunion d'amis et un portrait de femme[16].
- Salon de Gand de 1892 : Bouquet d'automne et Céréales, fragment pour la Bourse de Bruxelles[17].
- Cercle artistique de Bruxelles, avec Victor Moerenhout et Jules Montigny, du 14 au 21 janvier 1894[18].
- Exposition belge de Genève en 1894[19].
- Exposition universelle de Gand de 1913[20].
- Salon de Printemps de Bruxelles de 1920 : Portrait d'Auguste Danse[21].
- Salon de Pour l'art de 1929[22].
- Exposition universelle de Bruxelles de 1935[23].

### Galerie d'œuvres

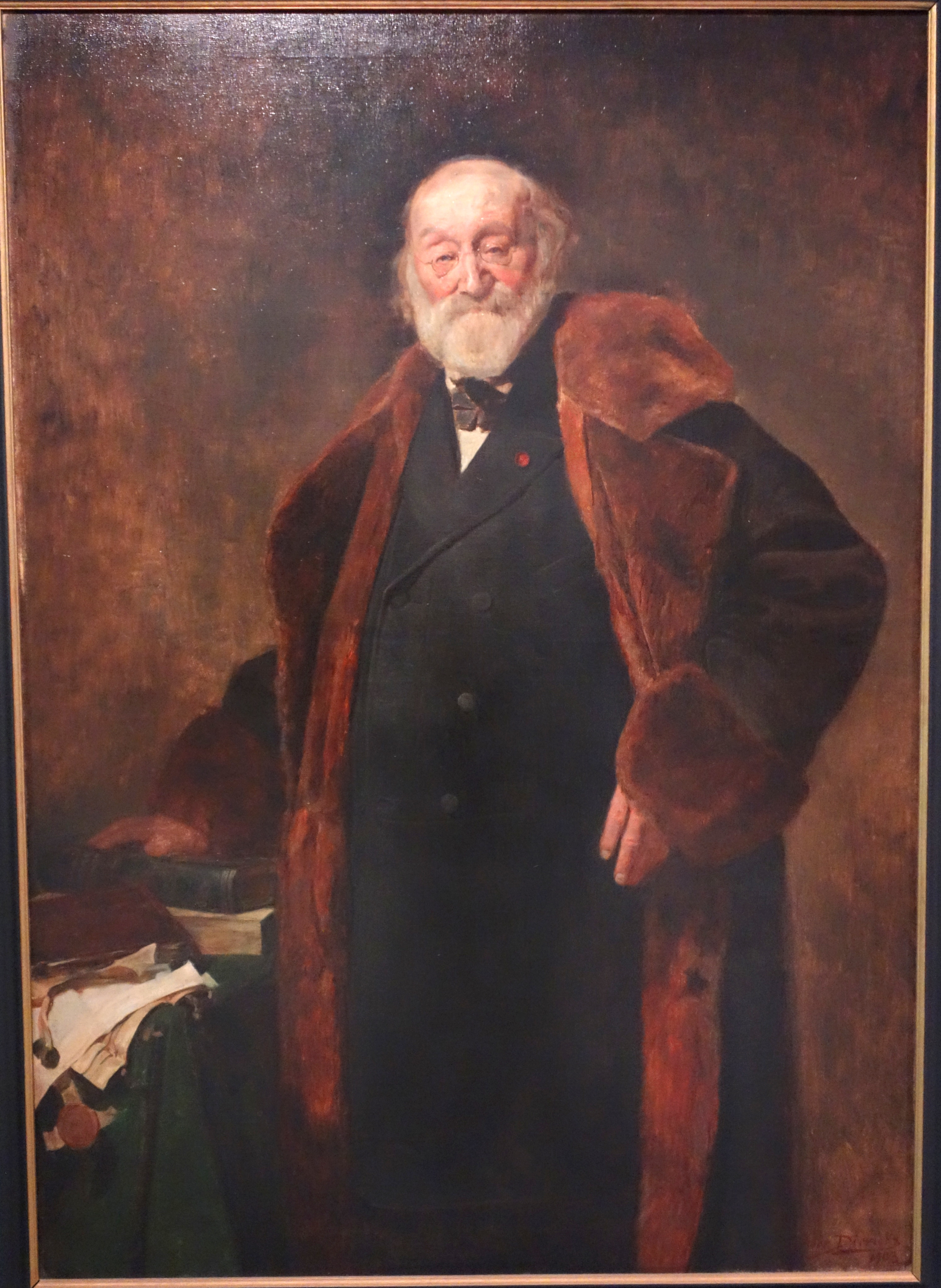
Édouard Van Even (1903), Musée M.
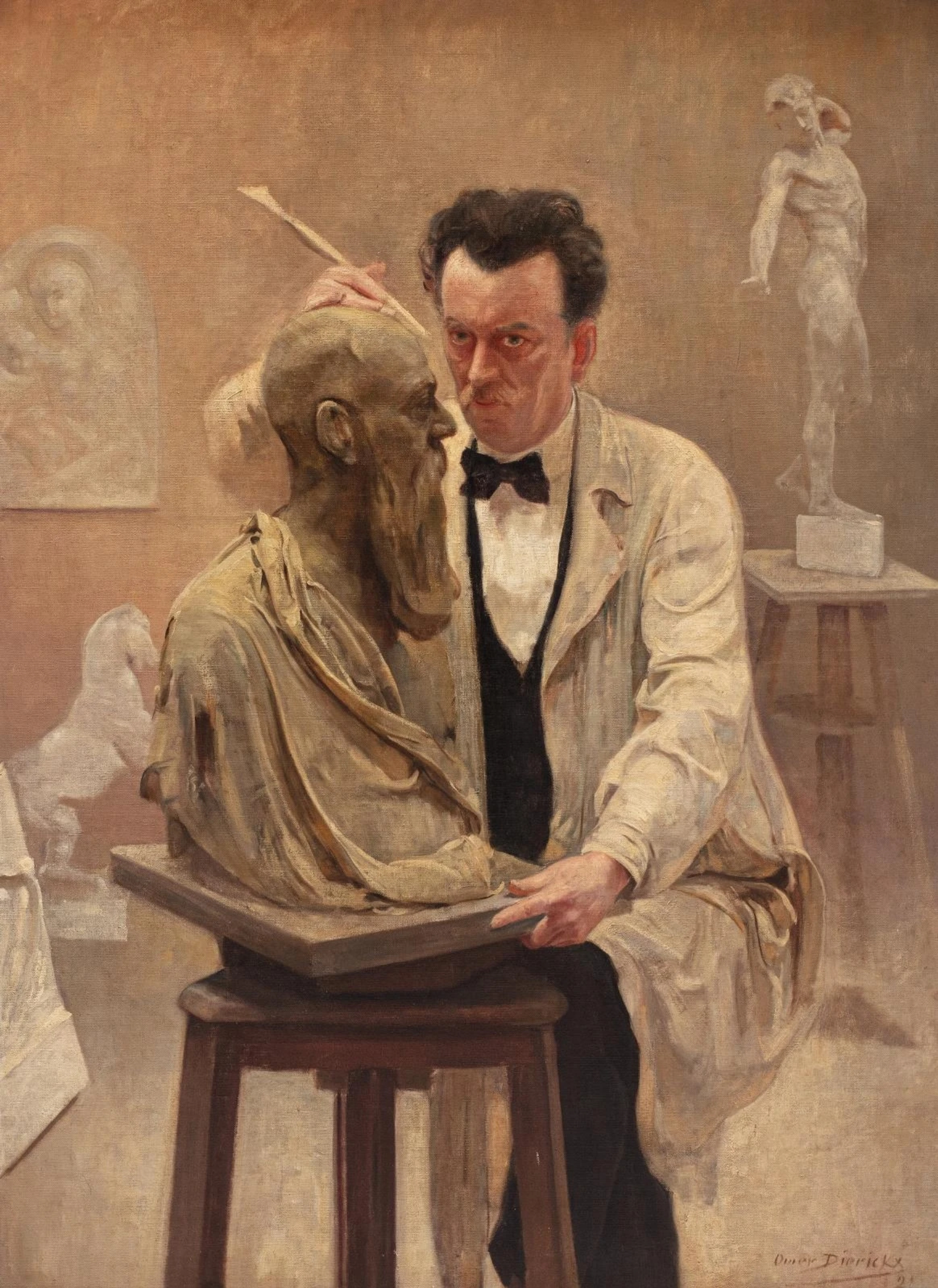
L'Atelier du sculpteur (1921), Collection privée.
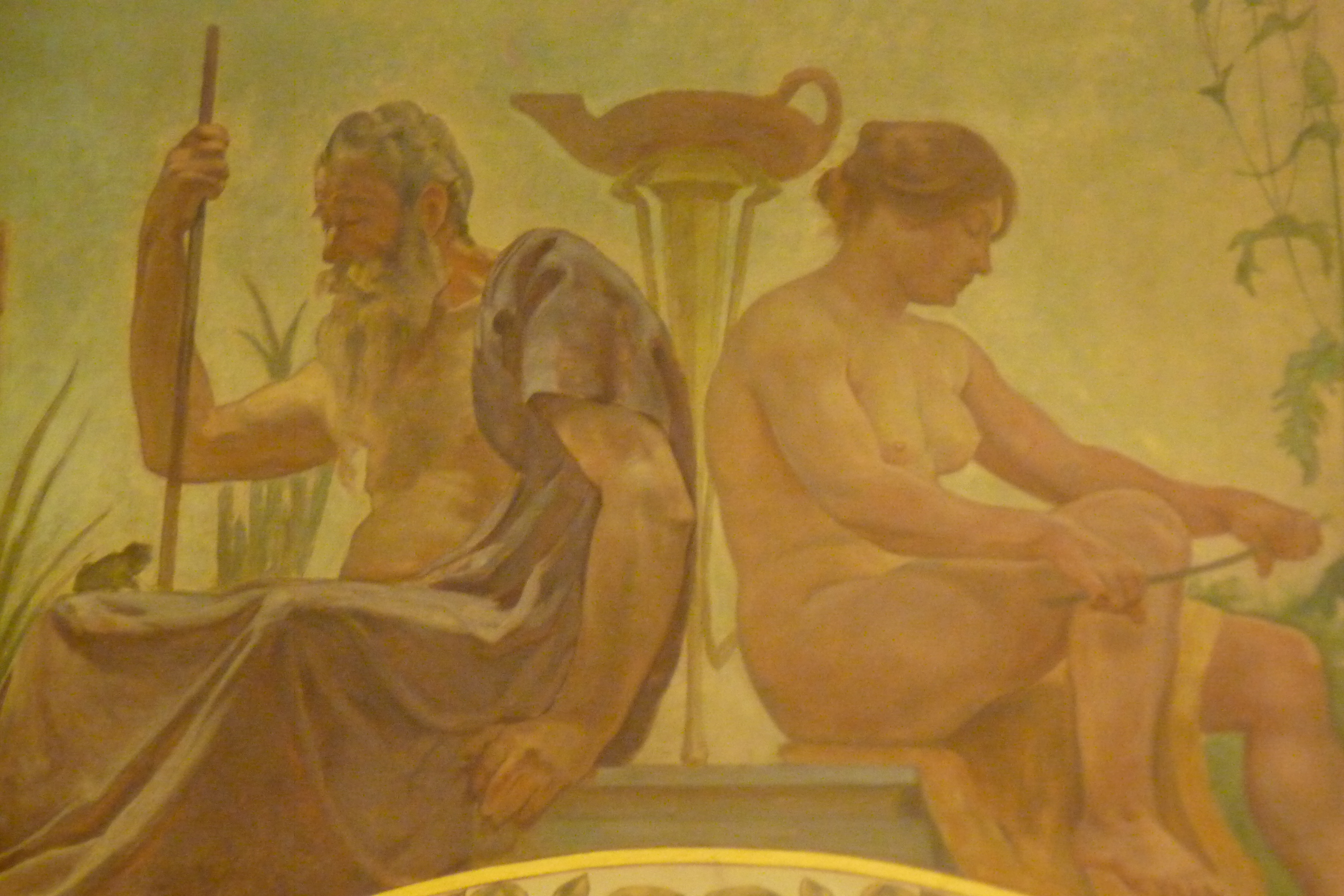
Expérience et tolérance, salle de l'Europe, hôtel de ville de Saint-Gilles.
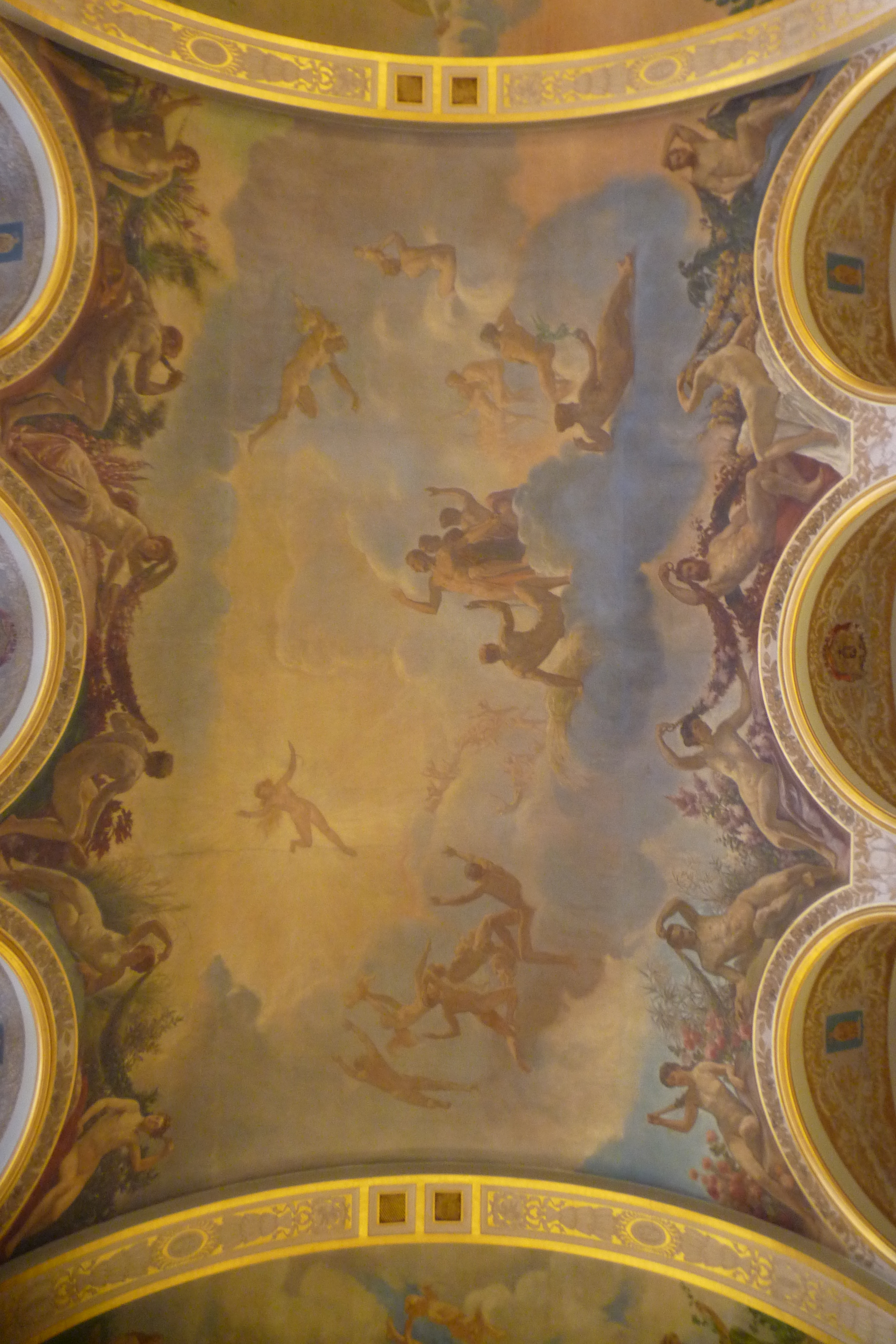
La Liberté, salle de l'Europe, hôtel de ville de Saint-Gilles.
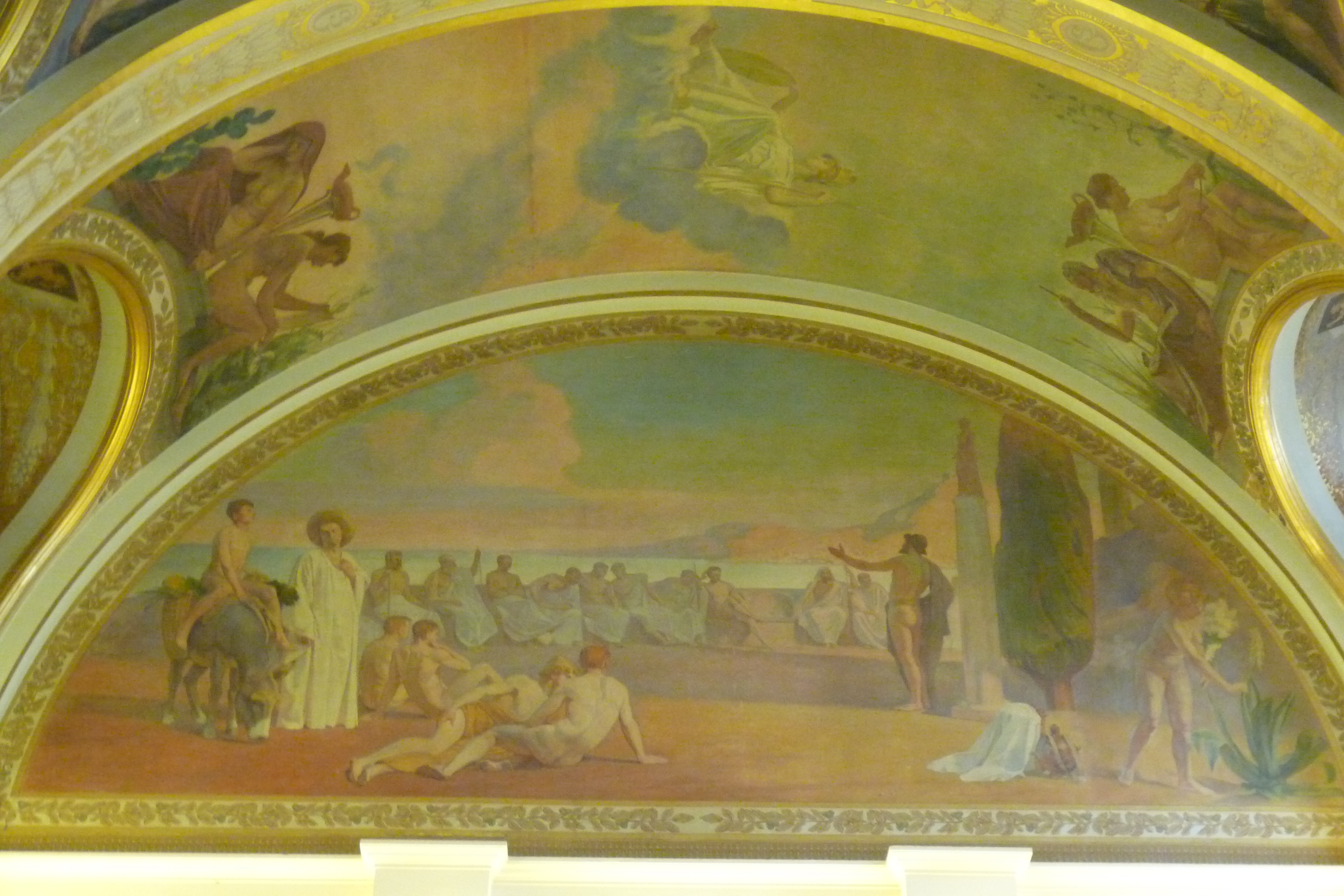
Le Conseil des sages, salle de l'Europe, hôtel de ville de Saint-Gilles.

## Distinctions
- Chevalier de l'ordre de Léopold[7] ;
- Officier de l'ordre de la Couronne[7].